# Agrothereutes thoracicus
Agrothereutes thoracicus är en stekelart som först beskrevs av Szepligeti 1916.  Agrothereutes thoracicus ingår i släktet Agrothereutes och familjen brokparasitsteklar. Inga underarter finns listade i Catalogue of Life.